# Julien Van Den Haesevelde
Julien Van Den Haesevelde (ur. 24 sierpnia 1943 w Schorisse) – belgijski kolarz przełajowy, srebrny medalista mistrzostw świata.

## Kariera
Największy sukces w karierze Julien Van Den Haesevelde osiągnął w 1981 roku, kiedy zdobył srebrny medal w kategorii amatorów podczas przełajowych mistrzostw świata w Zurychu. W zawodach tych wyprzedził go jedynie Francuz Michel Pelchat, a trzecie miejsce zajął Szwajcar Peter Frischknecht. Był też między innymi szósty na MŚ w Zolder w 1970 roku, MŚ w Apeldoorn w 1971 roku, MŚ w Pradze w 1972 roku i rozgrywanych dwa lata później MŚ w Vera de Bidasoa w 1974 roku. Dwukrotnie zdobywał medale mistrzostw kraju, ale nigdy nie zwyciężył. W 1979 roku zakończył karierę.